# Pinatubo
Pinatubo je aktivní vulkán na Filipínách, nacházející se na jihozápadě ostrova Luzon v pohoří Zambaleské hory. Jedná se o stratovulkán. V roce 1991 způsobil jednu z největších sopečných erupcí 20. století. Vyvrhl 10 km³ vulkanických hornin, což na indexu vulkanické aktivity odpovídá stupni VEI 6. Zároveň je to poslední erupce o síle VEI 6, ke které na Zemi prozatím došlo (nejsilnější od té doby byla erupce Hunga Tonga – Hunga Haʻapai roku 2022). Na ostrově způsobila rozsáhlé škody a průnik sopečného popela společně s oxidem siřičitým vysoko do atmosféry ovlivnil světové klima.

## Etymologie a mytologie
Slovo „Pinatubo“ znamená v jazyce Tagalog „úrodné místo, kde je lze pěstovat plodiny“ nebo „nechat růst“. To by mohlo naznačovat dřívější znalost vulkanického původu hory, neboť právě půda obohacená sopečným popelem je velice úrodná.
V oblasti díky ústní lidové slovesnosti kolují různé legendy, které by mohly odkazovat na předešlé erupce. Jedna z nich vypráví o Bacobacovi – strašlivém mořském duchu, který se mohl proměnit v obrovskou želvu a chrlit oheň z úst. Když je pronásledován lovci, prchne na Pinatubo a na jeho vrcholu vykope velkou díru. Následující tři dny se na okolní krajinu snáší kameny, prach a oheň. To vše doprovází takový hluk, až se z toho třese země.

## Popis

Mapa jihozápadního Luzonu, s patrnými Zambaleskými horami.

Pinatubo se nachází na severu Filipín v jihozápadní části ostrova Luzon. Je součástí Zambaleských hor, což je vulkanické pohoří, vzniklé podsouváním sundské desky pod filipínskou. To se táhne podél západního pobřeží Luzonu ve směru severozápad–jihovýchod. Na obou koncích zasahuje do Jihočínského moře, což vymezuje Lingayenský záliv na severu a Manilský záliv na jihu. Jižní cíp tvoří poloostrov Bataan.
Pinatubo se rozkládá na hranicích tří provincií: Zambales, Pampanga a Tarlac. Manila, hlavní město Filipín s více než 1,6 milionem obyvatel, leží ve vzdálenosti pouhých 90 km. Další blízká města jsou: Quezon City (90 kilometrů jihovýchodně; 2,7 milionu obyvatel), Ángeles (20 kilometrů východně; 264 tisíc obyvatel), Tarlac (50 kilometrů severovýchodně; 262 tisíc obyvatel) a San Carlos (80 kilometrů severně; 154 tisíc obyvatel). V okruhu 40 kilometrů kolem sopky je soustředěna více než 500 tisíc lidí. Na okraji Ángeles se nachází Clarkova letecká základna.

### Topografie
Až do 90. let 20. století bylo Pinatubo poměrně nenápadnou sopkou, kterou většina lidí žijících v této oblasti neznala. Vrchol hustě zalesněné hory kuželovitého tvaru dosahoval 1 780 metrů nad mořem. Okolní krajinu však převyšoval jen o 600 metrů a nejvyšší přilehlé hory jen o 200 metrů, což do značné míry bránilo pozorování z větší vzdálenosti. Bezprostředně po erupci v roce 1991 se vrchol propadl do formující se kaldery, kotlovité propadliny široké 2,5 km a hluboké 600 m. Pinatubo tak přišlo o 300 metrů své výšky. Později ji částečně vyplnilo nově vzniklé jezero, hluboké více než 100 m.
Na svazích sopky pramení několik řek: Bucao, Santo Tomas, Maloma, Tanguay a Kileng. Původně jejich údolí byly vlhkými tropickými ekosystémy. Pyroklastické proudy ze zmíněné erupce je však vyplnily vrstvou pyroklastik, místy tlustou až 200 m. Během období dešťů je tento nezpevněný sopečný materiál příčinou vzniku laharů (sopečných bahnotoků) i v současnosti. Po každém z jejich průchodu se mění morfologie říčních koryt. Unášené sedimenty pak zanáší řeky na jejich dolním toku a zmenšují průtočný profil.

### Tektonika

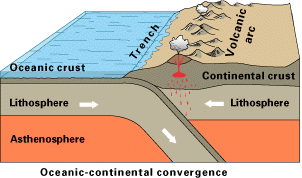
Znázornění subdukce.

Společně s dalšími 22 aktivními sopkami na Filipínách je Pinatubo součástí Ohnivého kruhu. To je zlomová linie vícero tektonických desek, která v délce 40 tisíc kilometrů kopíruje okraj téměř celého Tichého oceánu. V ní probíhá 90% tektonické a sopečné činnosti na Zemi. Přímo pod Filipínami se stýkají dvě tektonické desky: sundská a filipínská. Sundská deska se noří pod filipínskou rychlostí 17 mm za rok. Tím zde v zemské kůře dochází k obrovskému napětí a to se uvolňuje tektonickou činností v podobě zemětřesení. Subdukující sundská deska dále klesá a zhruba ve hloubce 65–130 km dochází k jejímu tavení, čímž se z ní uvolňují plyny a vodní pára. Vzniklé magma, obohacené těmito plyny poté díky své nižší hustotě stoupá k povrchu, kde tvoří a pohání řetězce sopek. V důsledku přítomnosti plynné složky se sopečná činnost často projevuje explozivními, někdy i velmi mohutnými erupcemi.

### Fauna a flóra
39 druhů rostlin se endemicky vyskytuje pouze na Pinatubu. Vlhké tropické podnebí poskytuje výborné podmínky pro růst mechů. Lesy jsou domovem mnoho druhů hmyzu, včetně několik druhů motýlů. Taktéž zde žijí netopýři (zejména Aethalops alecto), opice a hlodavci. Vodní ekosystémy obývá celá řada ryb, řas, korýšů, plazů a obojživelníků. Především hadi a žáby byly nejdůležitějším zdrojem bílkovin pro příslušníky kmene Aeta.
Výbuch vulkánu roku 1991 způsobil narušení životního prostředí. Do vod Jihočínského moře dostalo velké množství sedimentů a zapříčinily pokles rozmanitosti u dírkonošců. Některé druhy se změnám naopak přizpůsobily a ze sopečného materiálu dokázaly čerpat živiny.

### Podnebí
Klima na Filipínách je tropické, ovlivněné monzuny. Období sucha, kdy převládají severovýchodní větry, trvá od konce října do března. Období dešťů naopak začíná v květnu a končí v říjnu. Zambaleské hory, orientované ve směru sever-jih, působí jako přirozená bariéra v cirkulaci vzduchu. Díky tomu na jejich území spadne 2x více vody než na jiných místech. Pinatubo je tak vystaveno srážkám, které se za běžný rok blíží ke 4 000 mm. Nejdeštivějším měsícem je srpen, kdy za jediný den průměrně naprší 36 mm srážek, někdy až 180 mm. Například 19. května 1966 napršelo 442 mm za 24 hodin, což je množství, které obvykle spadne za celý srpen. Filipíny jsou navíc od června do prosince vystavené tajfunům, přičemž sever země nimi bývá postihován častěji.
| Angeles (25 km východně od Pinatuba) – podnebí                                                           | Angeles (25 km východně od Pinatuba) – podnebí | Angeles (25 km východně od Pinatuba) – podnebí | Angeles (25 km východně od Pinatuba) – podnebí | Angeles (25 km východně od Pinatuba) – podnebí | Angeles (25 km východně od Pinatuba) – podnebí | Angeles (25 km východně od Pinatuba) – podnebí | Angeles (25 km východně od Pinatuba) – podnebí | Angeles (25 km východně od Pinatuba) – podnebí | Angeles (25 km východně od Pinatuba) – podnebí | Angeles (25 km východně od Pinatuba) – podnebí | Angeles (25 km východně od Pinatuba) – podnebí | Angeles (25 km východně od Pinatuba) – podnebí | Angeles (25 km východně od Pinatuba) – podnebí |
| Období                                                                                                   | leden                                          | únor                                           | březen                                         | duben                                          | květen                                         | červen                                         | červenec                                       | srpen                                          | září                                           | říjen                                          | listopad                                       | prosinec                                       | rok                                            |
| --- | ---------------------------------------------- | ---------------------------------------------- | ---------------------------------------------- | ---------------------------------------------- | ---------------------------------------------- | ---------------------------------------------- | ---------------------------------------------- | ---------------------------------------------- | ---------------------------------------------- | ---------------------------------------------- | ---------------------------------------------- | ---------------------------------------------- | ---------------------------------------------- |
| Průměrná teplota [°C]                                                                                    | 26                                             | 27                                             | 28                                             | 29                                             | 29                                             | 28                                             | 28                                             | 27                                             | 28                                             | 28                                             | 27                                             | 26                                             | 28                                             |
| Průměrné srážky [mm]                                                                                     | 11                                             | 15                                             | 24                                             | 41                                             | 174                                            | 257                                            | 392                                            | 418                                            | 275                                            | 187                                            | 87                                             | 33                                             | 1 914                                          |
| Zdroj: https://weather-and-climate.com/average-monthly-Rainfall-Temperature-Sunshine,angeles,Philippines |                                                |                                                |                                                |                                                |                                                |                                                |                                                |                                                |                                                |                                                |                                                |                                                |                                                |

## Historie vulkanismu

### Prehistorické Pinatubo
Velká část okolní členité krajiny byla formována vulkanickou aktivitou samotné sopky, zhruba před 1,1 milionem let. Z níže situovaných svahů, které se dodnes dochovaly lze odvodit, že v pleistocénu mohla dosahovat nadmořské výšky asi 2 300 m. Vulkanismus se neprojevoval pouze na jednom místě. Několik vrchů kolem Pinatuba jsou vedlejšími vývody, ve formě lávových dómů. Erupce prehistorického Pinatuba jsou považovány za mnohem slabší než k jaké došlo. Vulkanická aktivita ustala před 45 tisíci lety a po velmi dlouhém období klidu se opět obnovila gigantickou erupcí o 10 tisíc let později. Od té doby započalo formování hory až do moderní podoby.

### Současné Pinatubo
K vzniku současného Pinatuba došlo před 35 tisíci lety prostřednictvím nejsilnější erupce v jeho historii. Pyroklastické horniny pokryly všechny strany hory vrstvou mocnou až 100 metrů. Celkový objem uvolněného materiálu při erupci se odhaduje na 25 km³ (2,5x víc než roku 1991). Další velké erupce nastaly před: 17 000 lety, 9 000 lety, 6 000 lety, 5 000 lety a 3 900 až 2 300 lety. Zdá se, že každá z nich byla mohutná (>10 km³), doprovázená lahary. Vědci se domnívají, že k poslední erupci (mimo roku 1991) došlo asi o 500 let dříve, někdy kolem roku 1450. Poté zůstala sopka relativně klidná a její svahy včetně údolí zcela zarostly hustými deštnými pralesy.

## Erupce 1991

### Pozadí

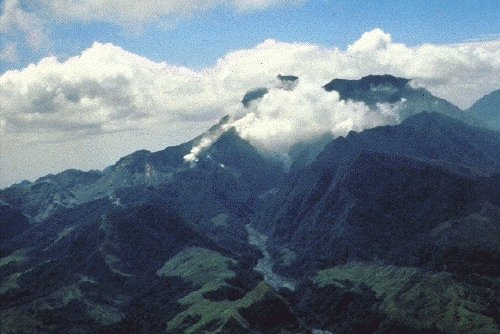
Vzhled sopky Pinatubo na začátku dubna
1991, dva měsíce před hlavní erupcí.

Ačkoli nejsou dochované žádné záznamy předchozích velkých erupcí, někteří příslušníci kmene Aeta uvedli, že si starší členové pamatovali malé výbuchy před rokem 1991. Sopka totiž byla známá geotermální lokalita. Úniky menšího množství páry, doprovázený malými výbuchy, jsou pro tyto oblasti zcela běžný jev. Teprve po erupci v roce 1991 začali geologové důkladně zkoumat historii vulkanické činnosti této lokality.
16. července 1990 zasáhlo centrální Luzon zemětřesení o síle 7,8 Mw. Protože jeho epicentrum leželo pouhých 100 km severovýchodně od Pinatubo, někteří vulkanologové se domnívají, že to mohla být příčina dramatického probuzení sopky. Nicméně tuto hypotézu není možné zcela dokázat. Dva týdny po zemětřesení hlásili místní obyvatelé stoupající páru ze sopky. Vědci ji následně navštívili a dospěli k závěrů, že to bylo důsledkem drobných sesuvů půdy.

### První erupce
15. března 1991 začali lidé, žijící na severozápadním úpatí, pociťovat sérii malých zemětřesení. Během následujících dvou týdnů se objevila další a jejich intenzita rostla. Bylo jasné, že bezprostředně hrozí obnovení sopečné činnosti. To nastalo 2. dubna, kdy podél 1,5 dlouhého kaňonu, poblíž kráteru, proběhla freatická erupce. V příštích několika týdnech erupce pokračovaly a pokryly okolní oblasti sopečným popelem. Seismografy každý den detekovaly stovky menších otřesů. Vulkanologové okamžitě nainstalovali zařízení pro monitorování sopky a prověřili důkazy o jejích historických erupcí. Radiometrické datování odhalilo tři mohutné explozivní erupce před 5 500, 3 500 a 500 lety. Geologické mapy ukázaly, že velká část okolních plání tvořily zbytky laharů právě z těchto sopečných výbuchů.
V průběhu dubna a května se vulkanická aktivita zvýšila. Podle měření se emise oxidu siřičitého rapidně zvýšily. 13. května se do atmosféry uvolnilo 500 tun plynu za den, zatímco 28. května toto množství vzrostlo na 5 000 tun. Od konce května se však emise podstatně snížily, což mohlo signalizovat zablokování magmatu v přívodním kanálu. Tím by tlak v magmatické komoře stoupal a výrazně by se zvedlo riziko explozivní činnosti. První magmatické erupce se objevily 3. června. První větší výbuch nastal 7. června a sopečný popel vynesl do výšky 7 km. Filipínský institut vulkanologie a seismologie (PHIVOLCS) vydal varování, že existuje možnost hlavní erupce během nadcházejících dvou týdnů.

### Evakuace

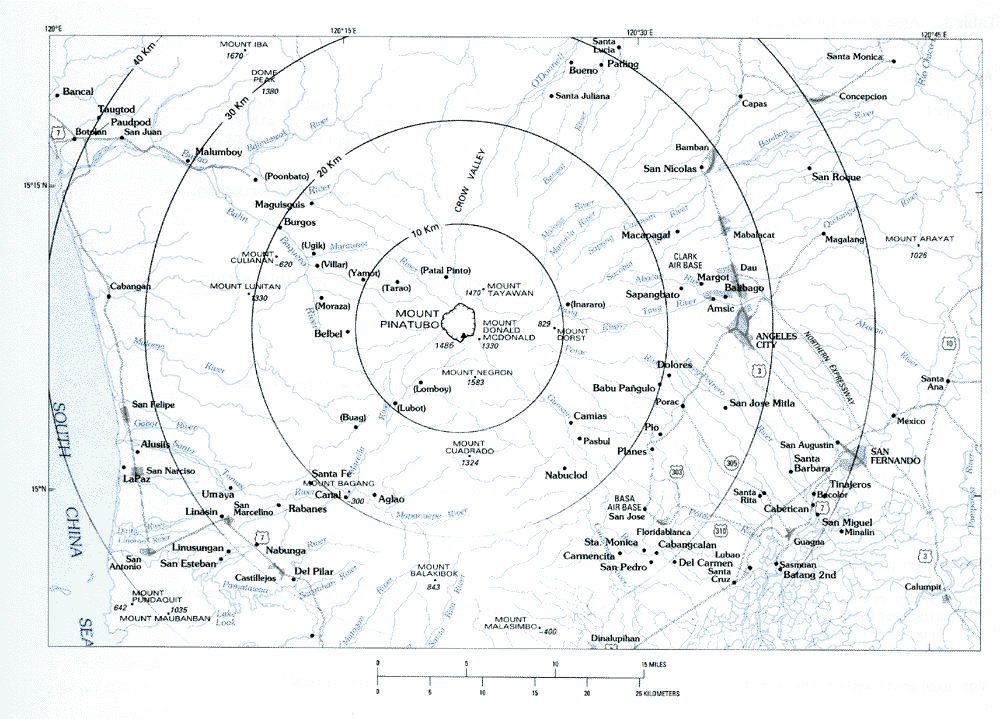
Schéma evakuačních zón.

Vše nasvědčovalo blížící se mohutnou erupci. PHIVOLCS se proto spojil s Americkým úřadem geologického průzkumu (USGC), aby místní obyvatele přesvědčil o závažnosti situace. Vulkanologové byli pod značným psychickým tlakem, aby načasování evakuace a přesnost posouzení všech nebezpečí byly správné. Plané nebo předčasné varování by u místních mohlo vyvolat nedůvěru, zatímco to pozdní by mohlo vést ke smrti tisíců lidí. Vytyčily se tři evakuační zóny. Nejvnitřnější vymezovala okruh do vzdálenosti 10 kilometrů od kráteru Pinatubo. Druhá ležela od 10 do 20 kilometrů a třetí od 20 do 40 kilometrů od vrcholu. Ve druhé zóně žilo v té době asi 40 tisíc obyvatel a zároveň se zde nacházela americko-filipínská letecká základna Clark. V oblasti vzdálené 20 až 40 km čítala populace až 331 tisíc lidí. Místní noviny, rozhlas a zpravodajské televizní stanice denně informovaly obyvatele o aktuální úrovni výstrahy, včetně míst, kde mohlo hrozit nějaké nebezpečí. Mnoho příslušníků kmene Aeta, žijící na svazích sopky, opustili dobrovolně své vesnice již po prvních dubnových erupcí a přestěhovali se do vesnice vzdálené 12 kilometrů od kráteru. Jak se aktivita stupňovala, stěhovali se Aetové do stále vzdálenějších míst. Někteří z nich se během dvou měsíců přesídlili až 9 krát. První formální rozhodnutí o evakuaci nejvnitřnější zóny v okruhu do 10 kilometrů bylo přijato 7. dubna. Třetí zóna se evakuovala 14. června. Dotčené osoby se musely přemístit do hlavního města Manily nebo do Quezon City, kde stadion Amorante poskytl místo pro 30 tisíc uprchlíků.

### Stupňující se erupce

Schéma erupce plinijského typu:
1. plyno-popelový mrak
2. přívod magmatu
3. sopečný spad
4. vrstvy lávy a popela
5. podložní nevulkanické vrstvy původních hornin
6. magmatický krb.

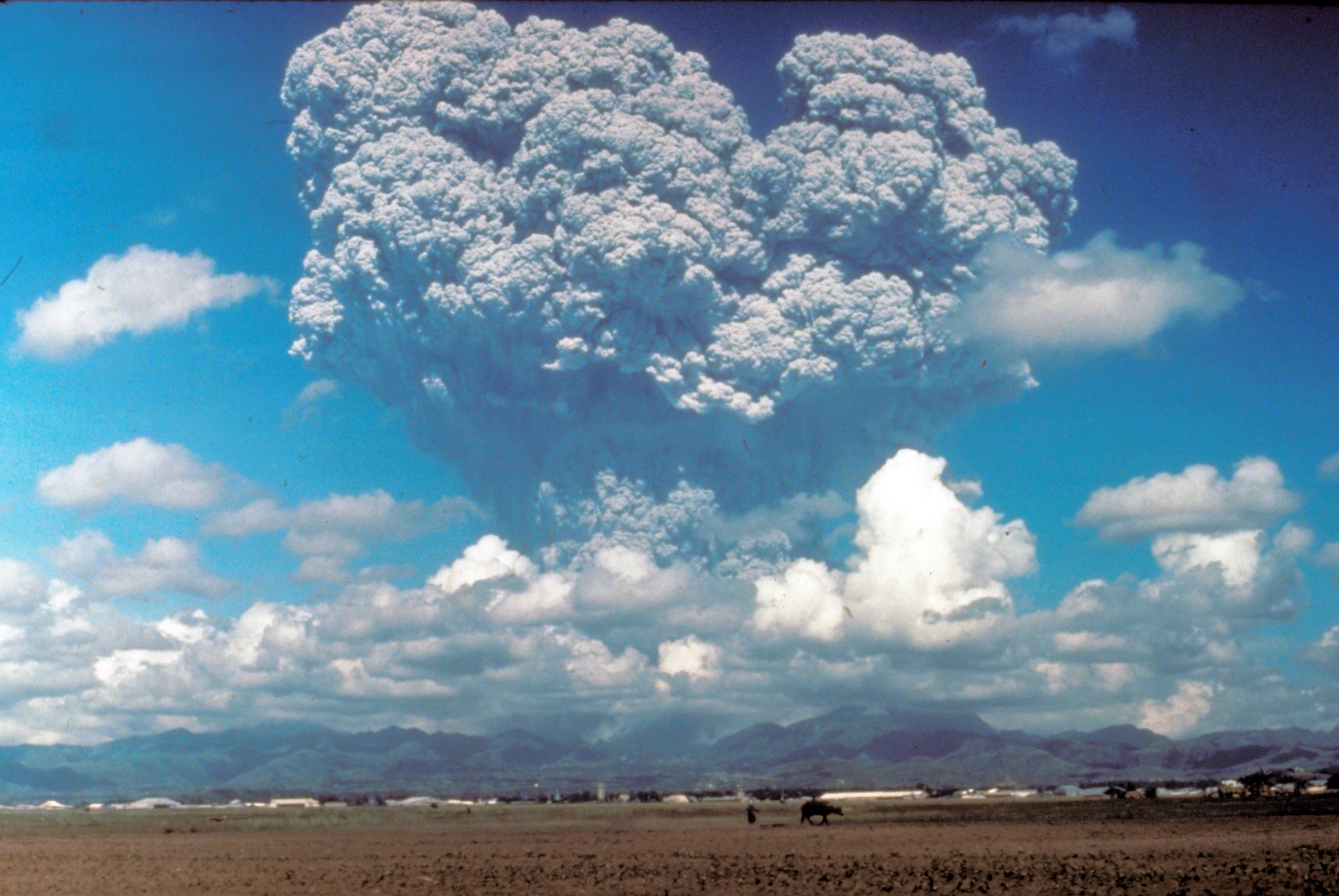
Erupce 12. června 1991.

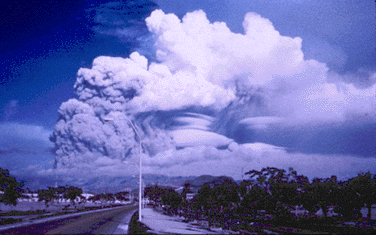
Těsně před finální erupcí 15. června 1991.

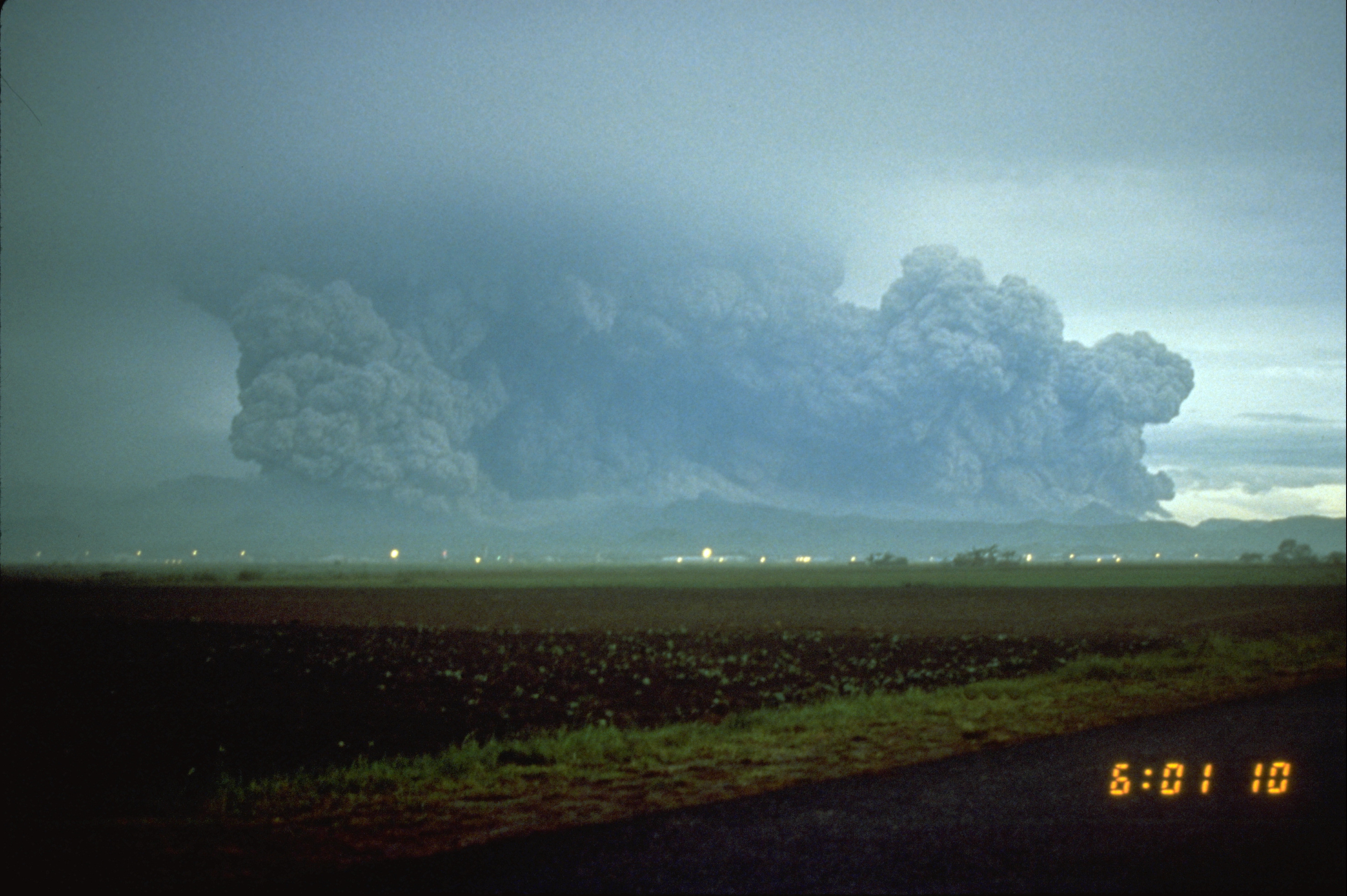
Žhavé pyroklastické proudy se 15. června dostaly až 17 km od sopky.

Tím, jak se pod horou hromadilo stále více magmatu, zaznamenaly přístroje její „nafukování“. Seizmická aktivita, která se zpočátku soustředila 5 kilometrů severozápadně od vrcholu v hloubce několika kilometrů, se zároveň přesunula do míst těsně pod vrchol. Dne 7. června se detekoval růst lávového dómu na dně kráteru, jenž v průběhu pěti dnů stabilně rostl. Ke konci dosáhl jeho průměr 200 m a výška 40 m. Explozivní erupce se obnovily 12. června ve 03:41 AWST a znamenaly začátek nové a explozivnější fáze. O několik hodin později došlo k dalším velkým výbuchům. Erupční sloupec dosáhl výšky 14 km a do údolí řek vnikly první pyroklastické proudy. Patnáctiminutová erupce o 14 hodin později vyprodukovala sopečný mrak vysoký až 24 km, přičemž ji doprovázelo mnoho blesků. Třetí erupce začala 13. června v 08:41 po sérii malých, zato intenzivních zemětřesení. Trvala jen 5 minut a erupční sloupec opět atakoval výšku 24 kilometrů. Po třech hodinách seismického klidu četnost otřesů na příštích 24 hodin opět vzrostla, dokud tříminutová erupce ve 13:09 hodin nevyvrhla sopečný sloup vysoký 21 kilometrů. Zejména oblasti jižně od Pinatubo pokrylo velké množství sopečných materiálů. Následovala série výbuchů, pokračující po dobu asi 24 hodin. Tvořily ještě větší pyroklastické proudy.

### Hlavní erupce
Vrcholná fáze erupce nastala 15. června ve 13:42 hodin místního času (AWST). V důsledku hroutícího se vrcholu a vzniku 2,5 km široké kaldery byly na Clarkově letecké základně naměřeny velmi silné otřesy. Rovněž se zaznamenala intenzivní změna atmosférického tlaku. Ve stejný den zasáhl ostrov tajfun Yuna, jehož oko prošlo jen 75 km severně sopky, přičemž povětrnostní podmínky ztěžovaly pozorování průběhu vulkanické aktivity. Silné dešťové srážky zároveň způsobovaly obrovské lahary a zhoršovaly celou situaci. Mohutné pyroklastické proudy se dostaly až 17 km od kráteru. Popel byl vynesen až do výšky 34 km a sopečný mrak pokryl plochu o rozloze 125 000 km², což způsobilo dočasnou tmu v centrální části Luzonu. Téměř celý ostrov byl pokryt vrstvou popela smíchaného s deštěm. Popel poté pronikl nad značnou část Jihočínského moře a jeho spad byl hlášen až z Vietnamu, Kambodže a Malajsie. Hlavní erupce podle vulkanologů skončila po devíti hodinách, v 22:30.

#### Pokračující aktivita
Vulkanická aktivita se následující tři měsíce držela na nízké úrovni. Poté nastaly dvě slabé erupční fáze, ohodnocené stupněm VEI 1. Od září 1991 se dně kaldery formoval lávový dóm. Hornina, z níž se skládal, vykazovala jiné složení než materiál při hlavní erupci. Patrně šlo o nové magma z větších hloubek. Vulkanologové se nicméně obávali silnějších výbuchů a některé oblasti byly opět evakuovány. Sopka svou činnost definitivně ukončila v červenci 1993.

### Následky

#### Síla erupce
Celkem bylo vyvrženo 10 km³ (10 miliard m³) lávy a popela. Proto erupce na indexu vulkanické aktivity odpovídá stupni VEI 6. Stejný má například slavný výbuch Krakatoy v srpnu 1883. Oproti tomu erupce Vesuvu, která zničil roku 79 Pompeje, měla sílu VEI 5. V rámci 20. století se jedná o druhý nejsilnější sopečný výbuch. Novarupta v roce 1912 vyvrhla asi 30 km³ hornin, zatímco erupce vulkánu Santa María roku 1902 byla nepatrně slabší. Uvolněného materiálu bylo tolik, že se nadloží částečně vyprázdněného magmatického krbu propadlo do volného prostoru, což se na povrchu projevilo kolapsem vrcholu do tzv. kaldery. Rázem se výška snížila o 300 metrů a místo kuželové hory zbyla jen kotlovitá 2,5 km široká propadlina, lemována vysokými skalními útesy. Její střed leží o 1 kilometr severněji než vrchol původní hory. 

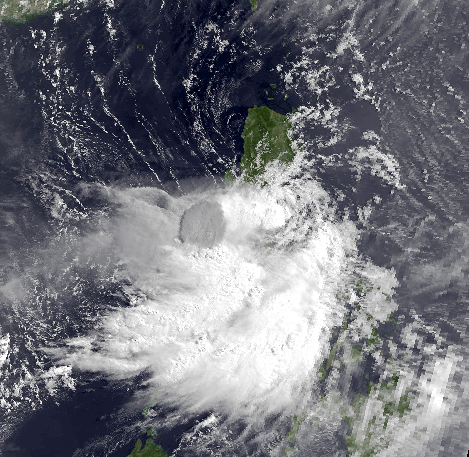
Tajfun Yuna s viditelným sopečným mračnem.

Prostřednictvím výbuchu Pinatuba se na zemský povrch dostalo také značné množství lehkých a těžkých kovů. Odhady hovoří o: 800 000 t zinku, 600 000 t mědi, 550 000 t chrómu, 300 000 t niklu, 100 000 t olova, 10 000 t arsenu, 1 000 t kadmia a 800 t rtuti.

#### Počet obětí
Při katastrofě zemřelo 847 lidí, především kvůli kolapsu střech, které nebyly schopné unést těžkou vrstvu sopečného popela (hustota 1 200 kg/m³). Vše navíc zhoršil tajfun Yuna, který na Filipíny dorazil v den finální erupce. Vodou nasáklý popel vytvářel na střešní konstrukce ještě větší zatížení. Včasná evakuace několik dní dopředu nepochybně zachránila desítky tisíc životů. Nyní žije do vzdálenosti 40 km od kráteru asi 500 tisíc obyvatel, včetně měst jako je třeba Ángeles.

#### Dopady na zemědělství
Katastrofa postihla řadu zalesňovacích projektů s celkovou rozlohou 150 km², čímž vznikly škody čítající 125 milionů pesos. Taktéž zemědělství bylo silně narušeno, 800 km² půdy pro pěstování rýže bylo zcela zničeno. Uhynulo 800 tisíc kusů hospodářských zvířat, což připravilo tisíce farmářů o jejich živobytí. Celkové výčet škod se odhaduje na 1,5 miliardy pesos. Mnoho zemědělců poblíž sopky začalo pěstovat plodiny jako jsou arašídy, maniok či sladké brambory. Rychle dozrávají a mohou být včas sklizeny ještě před začátkem obdobím dešťů, kdy hrozí povodně.

#### Místní ekonomické a sociální dopady

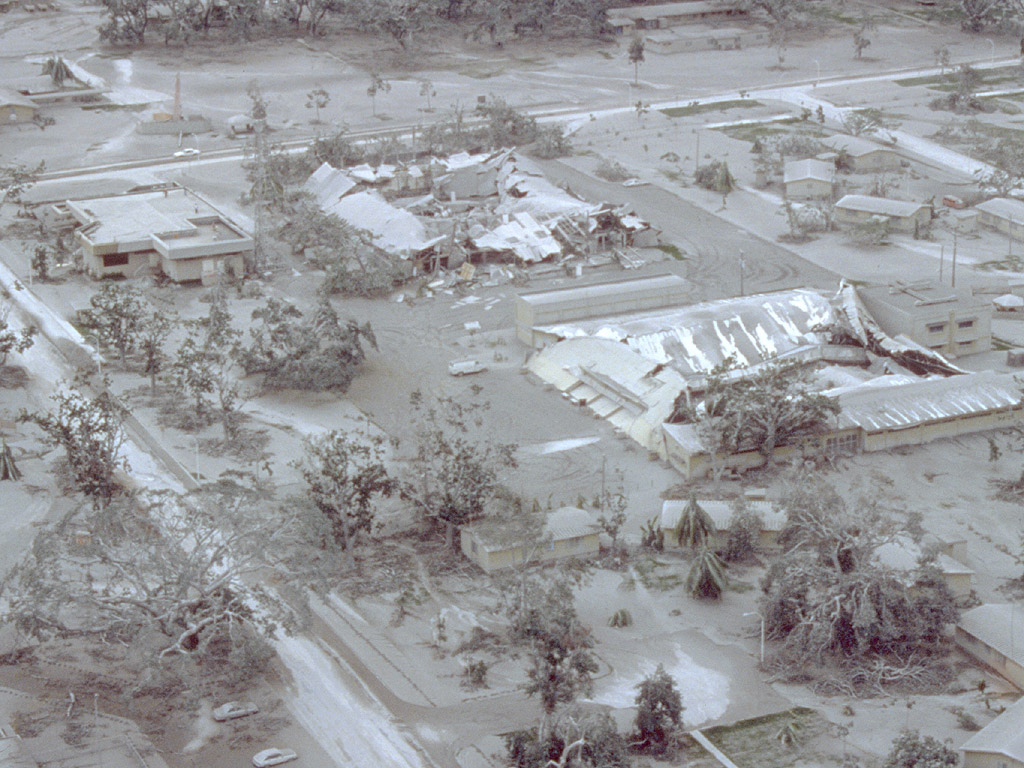
Spad sopečného popela zničil kromě zemědělské půdy také tisíce budov, Clarkova letecká základna 24. června.

Celkem bylo erupcí postiženo 364 komunit s 2,1 miliony obyvatel. Ti buď přišli o svá živobytí nebo o domovy. Více než 8 tisíc domů bylo zcela zničeno a dalších 73 tisíc poškozeno. Kromě vážných škod v komunitách utrpěla vážné škody také infrastruktura, kdy řada silnic a komunikací zničily buď pyroklastické proudy nebo lahary. Kvůli zničeným školám bylo narušeno vzdělávání tisíců žáků a studentů. Katastrofa taktéž zpomalila hospodářský rozvoj okolních oblastí. Regionální hrubý domácí produkt představoval asi 10% z celkového filipínského hrubého domácího produktu. Hrubý národní produkt před erupcí rostl každý rok o 5%, ale v období 1990–1991 klesl o více než 3%.

#### Lahary

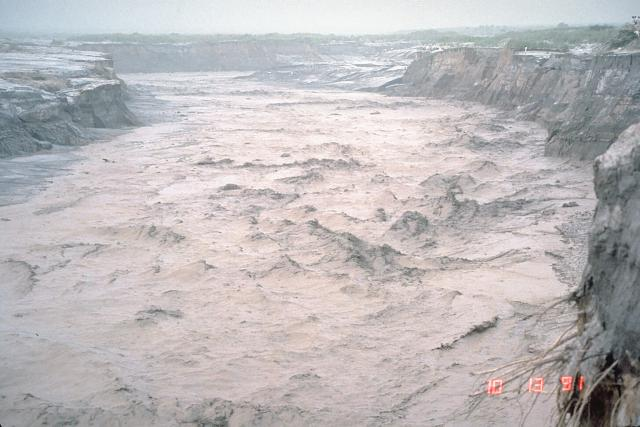
Lahar, říjen 1991.

Dlouho po erupci se při každém větším dešti spouštěly ze sopky masivní lahary, které donutily tisíce se přestěhovat a zároveň způsobily další škody. 3. září 1995 pohřbil jeden bahnotok farní kostel ve městě Bacolor vrstvou sedimentů tlustou 6 metrů. Mnoho finančních prostředků proto bylo vynaloženo na stavbu hrází a přehrad.

#### Globální vlivy na životní prostředí
Kromě sopečného popela se do ovzduší uvolnilo také obrovské množství oxidu siřičitého (17 milionů tun), což je nejvíc od erupce Krakatoy roku 1883. Plyn se chemickou reakcí mění na drobné kapičky kyseliny sírové. Ty se poměrně dlouho drží ve stratosféře a svým lesklým povrchem odrážejí část slunečního záření zpět do vesmíru, čímž pod sebou ochlazují zemský povrch. To má za následek ochlazení globálního klimatu.

#### Vliv na klima

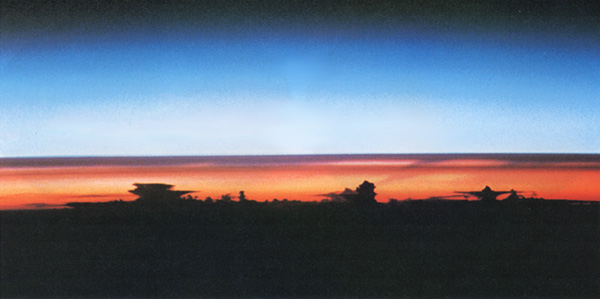
Fotografie pořízená z raketoplánu nad Jižní Amerikou dva měsíce po erupci. Zobrazuje dobře patrnou dvojitou aerosolovou vrstvu vysoko nad bouřkovými mraky.

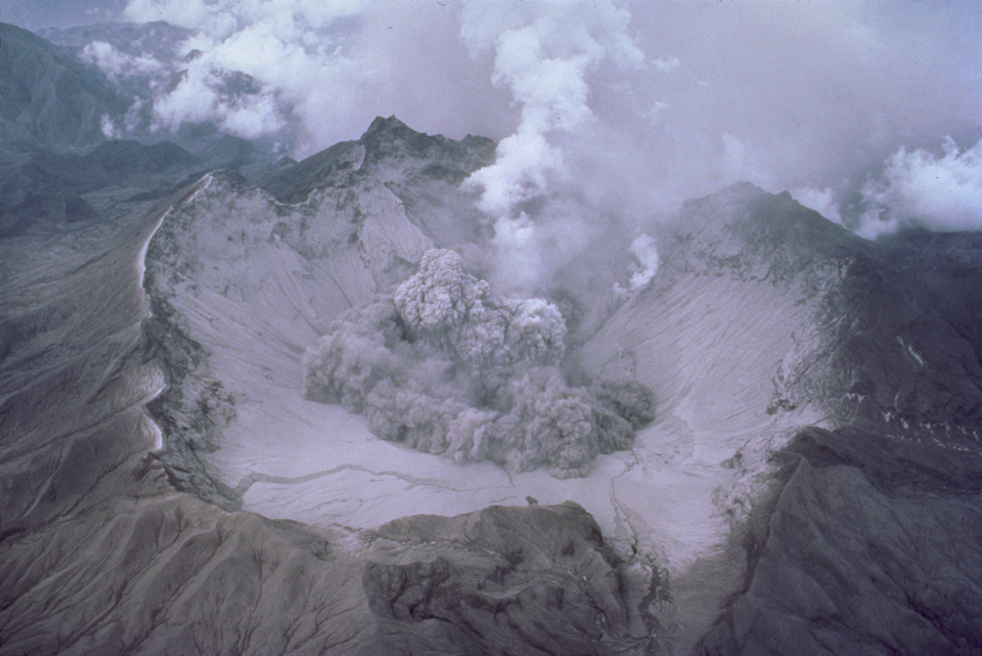
Doznívající sopečná činnost, srpen 1991.

Přítomnost aerosolu kyseliny sírové vysoko v atmosféře vedla ke snížení množství slunečního záření až o 10%. Na severní polokouli tak klesla průměrná teplota o 0,5–0,6 °C, globálně přibližně o 0,4 °C. Naopak teplota stratosféry se díky absorpci slunečního svitu zvýšila. Aerosol v atmosféře přetrval zhruba 3 roky.
Erupce měla také značný vliv na ozónovou vrstvu a přispěla k jejímu oslabení. Úrovně ozónu ve středních zeměpisných šířkách dosáhly nejnižší tehdy zaznamenané úrovně, přičemž ozónová díra nad Antarktidou dosáhla v roce 1992 do té doby největších rozměrů. O pár měsíců později došlo v Chile k erupci (VEI 5) vulkánu Cerro Hudson a rovněž přispěla k oslabení ozónu na jižní polokouli.
Další účinek popela v atmosféře byl patrný při zatmění Měsíce. Za normální situace je Měsíc mírně viditelný i v maximální fázi úplného zatmění. To však neplatilo po erupci Pinatuba. Ještě rok poté byl během zatmění téměř „neviditelný“.
Rovněž se vyslovila hypotéza, že přebytečné množství kondenzačních jader mohlo mít roku 1993 za následek velké záplavy ve Spojených státech.

#### Dopady na kmen Aeta
Nejvíce postihla erupce lidi z kmene Aeta. Poté, co byly oblasti obklopující sopku prohlášeny za bezpečné, mnoho z nich se vrátilo do svých starých vesnic. Ty však byly zcela zničené lahary a pyroklastickými proudy. Někteří se dokázali vrátit ke svému dřívějšímu způsobu života, ale většina se místo toho přestěhovala do oblastí, kam vláda přesídlila katastrofou postižené obyvatele. Podmínky tam byly špatné, neboť každá rodina obdržela jen malé pozemky, které navíc nebyly ideální pro pěstování plodin. Mnoho příslušníků kmene našlo dočasné zaměstnání v zemědělství. Obecně se jejich společnost stala mnohem roztříštěnější, odkázanou se integrovat do odlišnější kultury Filipínců, žijících v nížinách.

## Pozdější aktivita
30. listopadu 2021 oznámil Filipínský vulkanologický institut (PHIVOLCS), že po poledni místního času došlo v kaldeře Pinatuba ke slabé freatické erupci, jež vytvořila oblak páry. Spad sopečného popela nebyl nikde zaznamenán. Ve své zprávě PHIVOLCS později uvedl, že vzhledem k velmi nízké seismické aktivitě a nízkým emisím oxidu uhličitého, byla událost pravděpodobně způsobena mělkými hydrotermálními procesy.

## Kalderové jezero

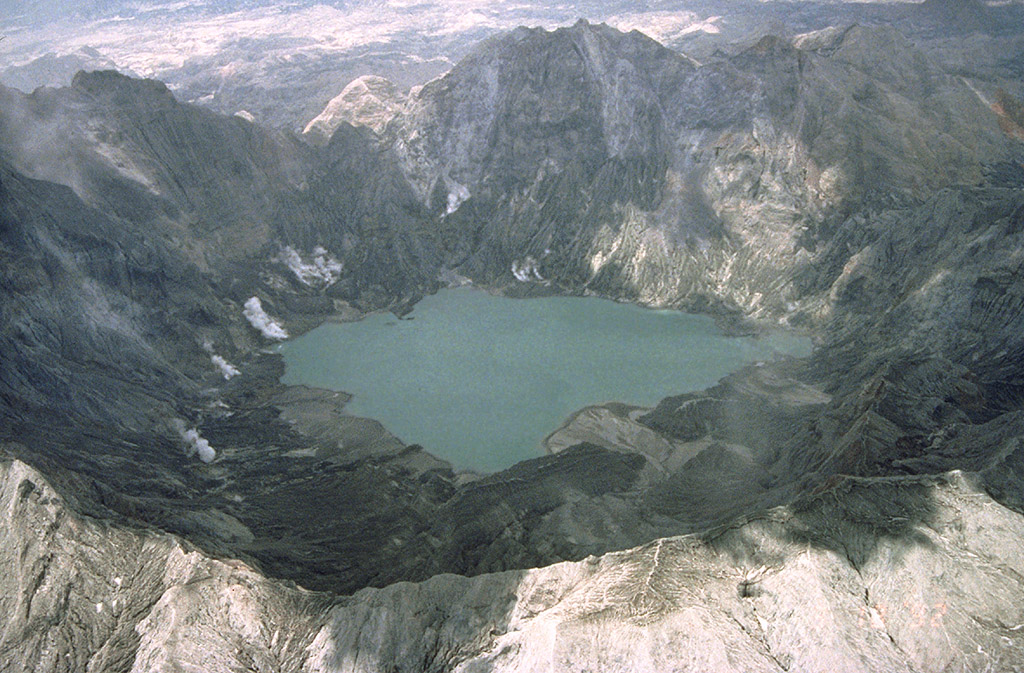
Kalderové jezero 18. května 1992.

Ihned po finální erupci 15. června 1991 se vytvořila 2,5 km široká a 600 m hluboká kaldera. V ní několik měsíců doznívala sopečná činnost. Na začátku září se v ní začalo formovat jak jezero, tak lávový dóm. Ten roku 1992 dočasně utvořil malý ostrov. Ze začátku byly vody jezera horké (40 °C) a velmi kyselé (ph 2,0). Dešťovými srážkami se tyto hodnoty do roku 2003 zmírnily na 26 °C a ph 5,5. Hladina díky nim stoupala v průměru 1 m za měsíc. V září 2001 se odborníci obávali, že stěny kaldery by rostoucí tlak vody nemusely vydržet, čímž by masivní povodeň ohrozila 40 kilometrů vzdálené město se 40 tisíci obyvateli. Filipínská vláda preventivně evakuovala 9 tisíc obyvatel a povolala armádu, aby do severozápadního břehu vyhloubila 5 m širokou odvodňovací rýhu. Následovalo kontrolované vypouštění, které objem vody snížilo až o 25%. Dodnes kanál slouží jako odtok.
Maximální hloubka vodní plochy se odhaduje mezi 95–115 m, ačkoliv jeden dokument japonských vědců naznačoval hloubku až 600 m.

## Význam

### Turistika

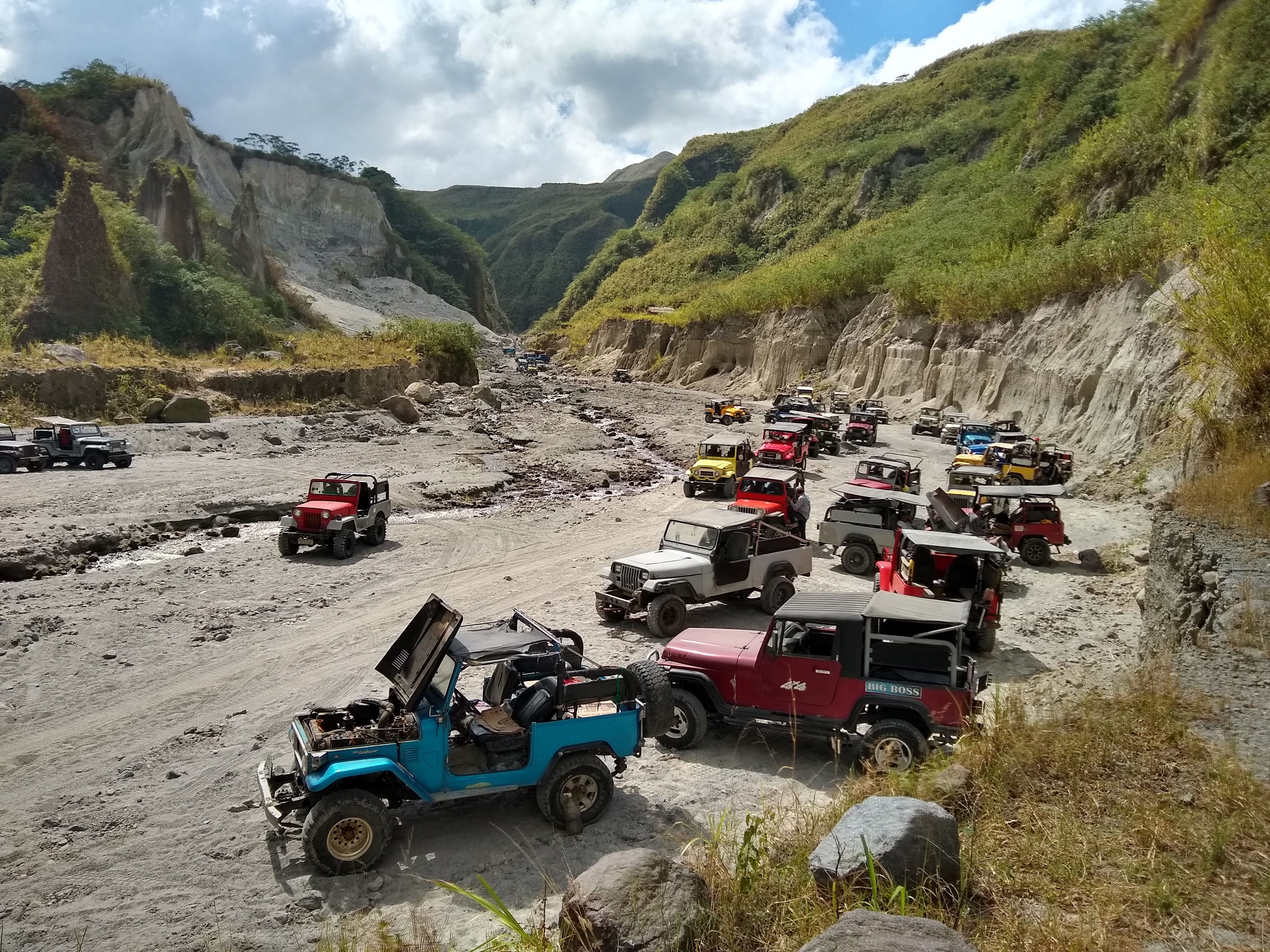
Turistická výprava.

Od roku 1994 se sopka stala oblíbenou turistickou destinací. Návštěvníci platí 500 pesos za služby jednoho z třiceti průvodců a 20 pesos na daních ve prospěch ochrany přírody. K sopce se dostanou pomocí terénních vozidel přes údolí řeky Tarlac ze severovýchodního směru. Posledních 5 kilometrů k jezeru však musí zdolat pěšky, což zabere zhruba 3 hodiny. Koupání v jezeru je po řadě utonutí zakázané. Rovněž není dovolena ani plavba na jakémkoliv plavidle.
Již v roce 2000 navštívilo Pinatubo zhruba 1 200 turistů měsíčně, někdy i 100 za den. Největší podíl (80%) tvoří převážně Filipci, zbytek jsou cizinci, převážně Evropané. Od roku 2001 se pravidelně koná k vulkánu pochod, mající za cíl udobřit bohy kmene Aeta pomocí různých plodů a květů.

### Geotermální výzkum
Geotermální průzkumy byly na Pinatubo povrchově prováděny mezi lety 1982–1986 a poté hloubkově v letech 1988–1990. Geologické, hydrogeochemické a geoelektrické studie naznačovaly možné využití geotermální energie pro výrobu elektřiny, zejména severozápadně od hory. Nicméně nízká propustnost podzemních vod a jejich vysoká kyselost nakonec výzkum zastavila asi rok před erupcí.

## Galerie

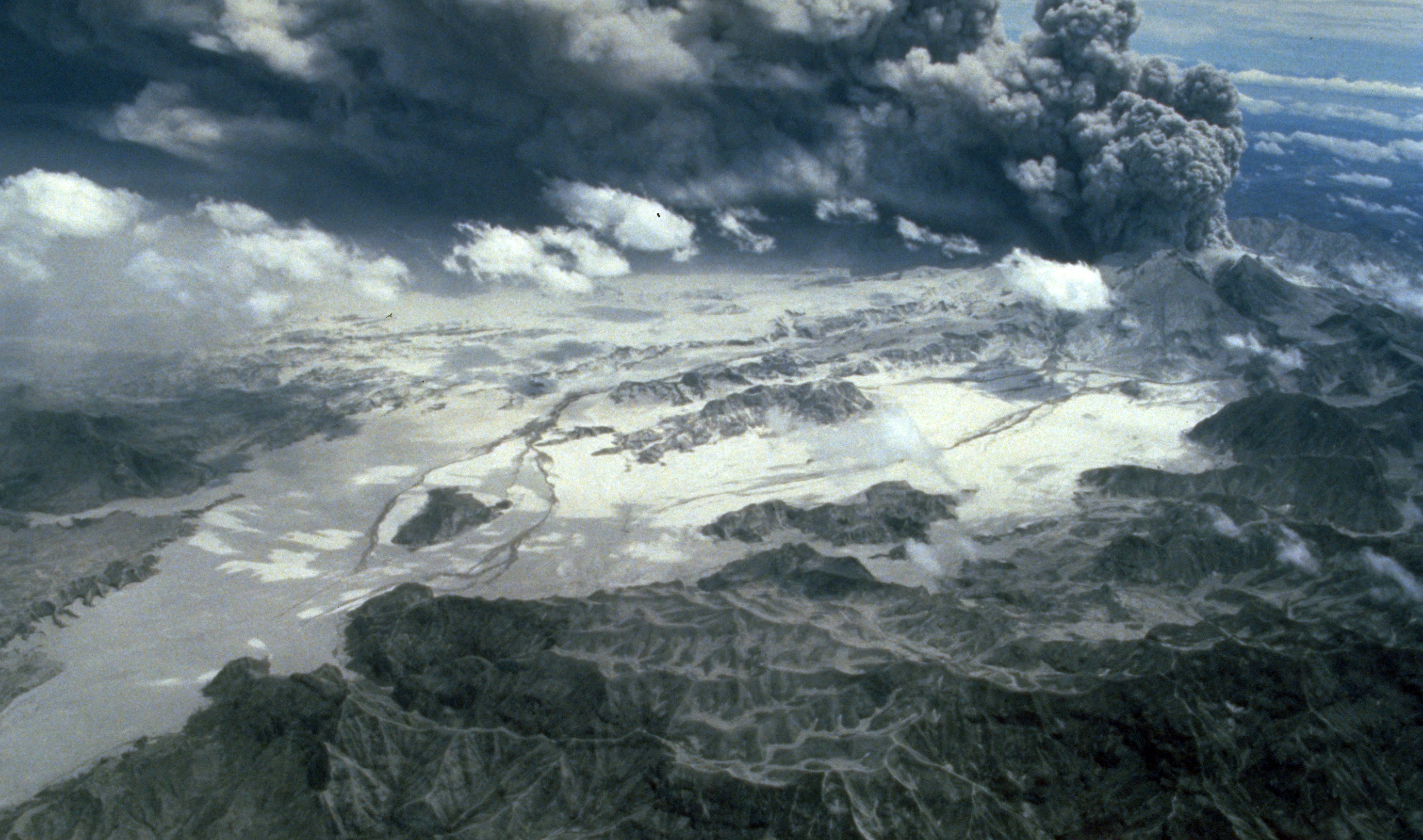
Pyroklastické uloženiny v údolí řeky Marellaz jsou místy tlusté až 200 m.
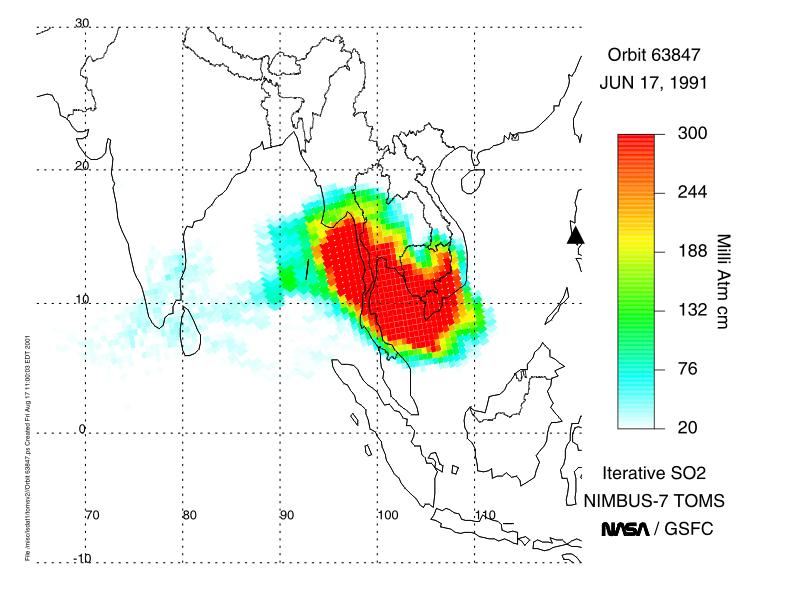
Zvýšená koncentrace oxidu siřičitého nad jihovýchodní Asií, dva dny po erupci.
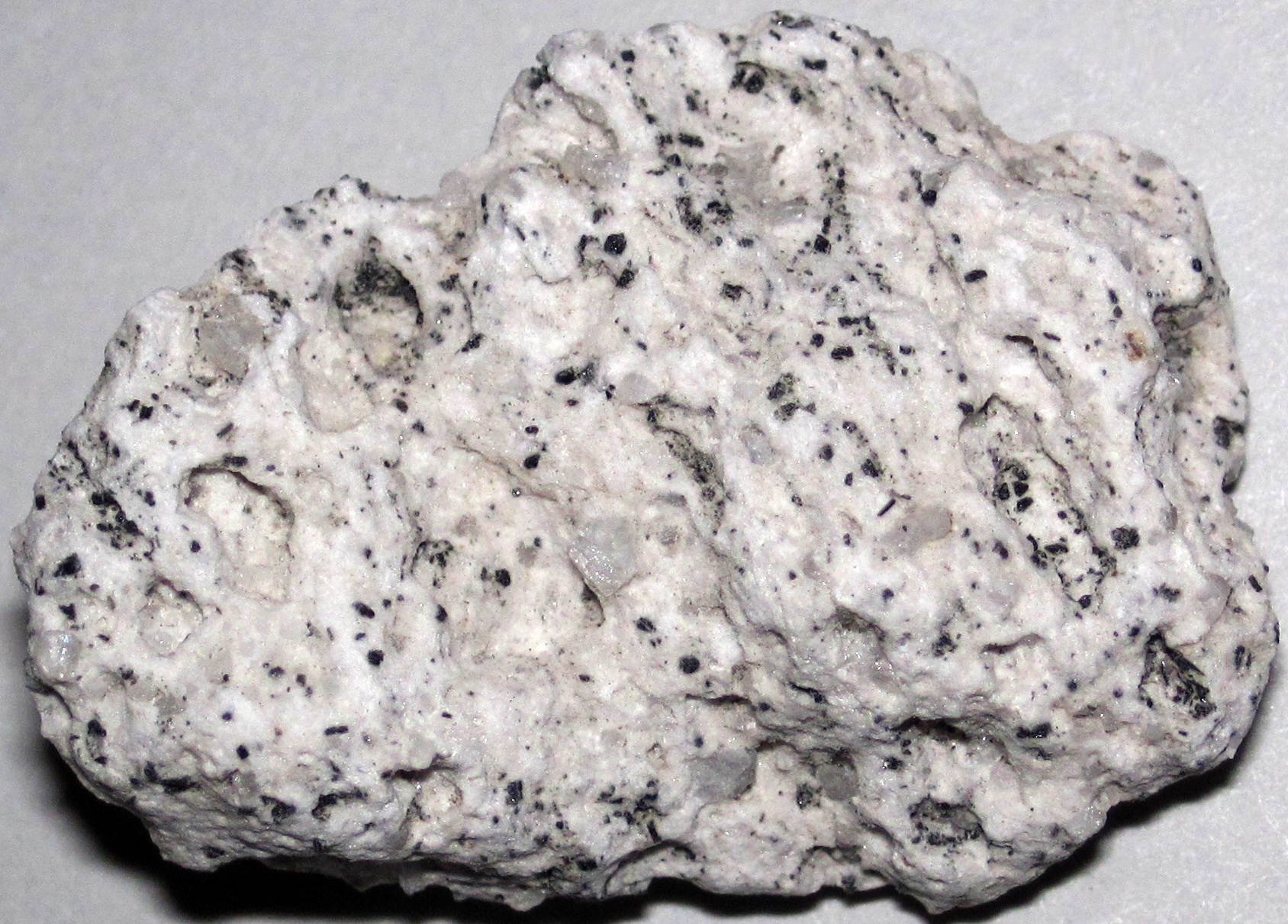
Kus dacitové pemzy z erupce 15. června 1991.
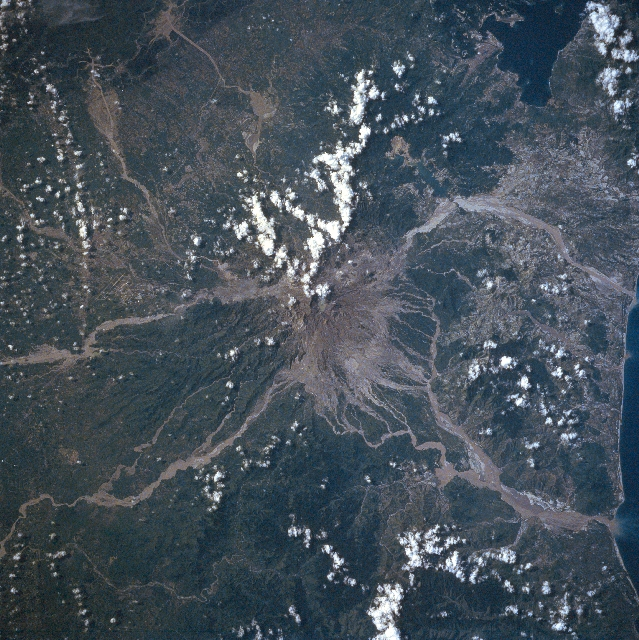
Rok po erupci. Údolí, kudy tekly lahary, jsou dobře viditelná.
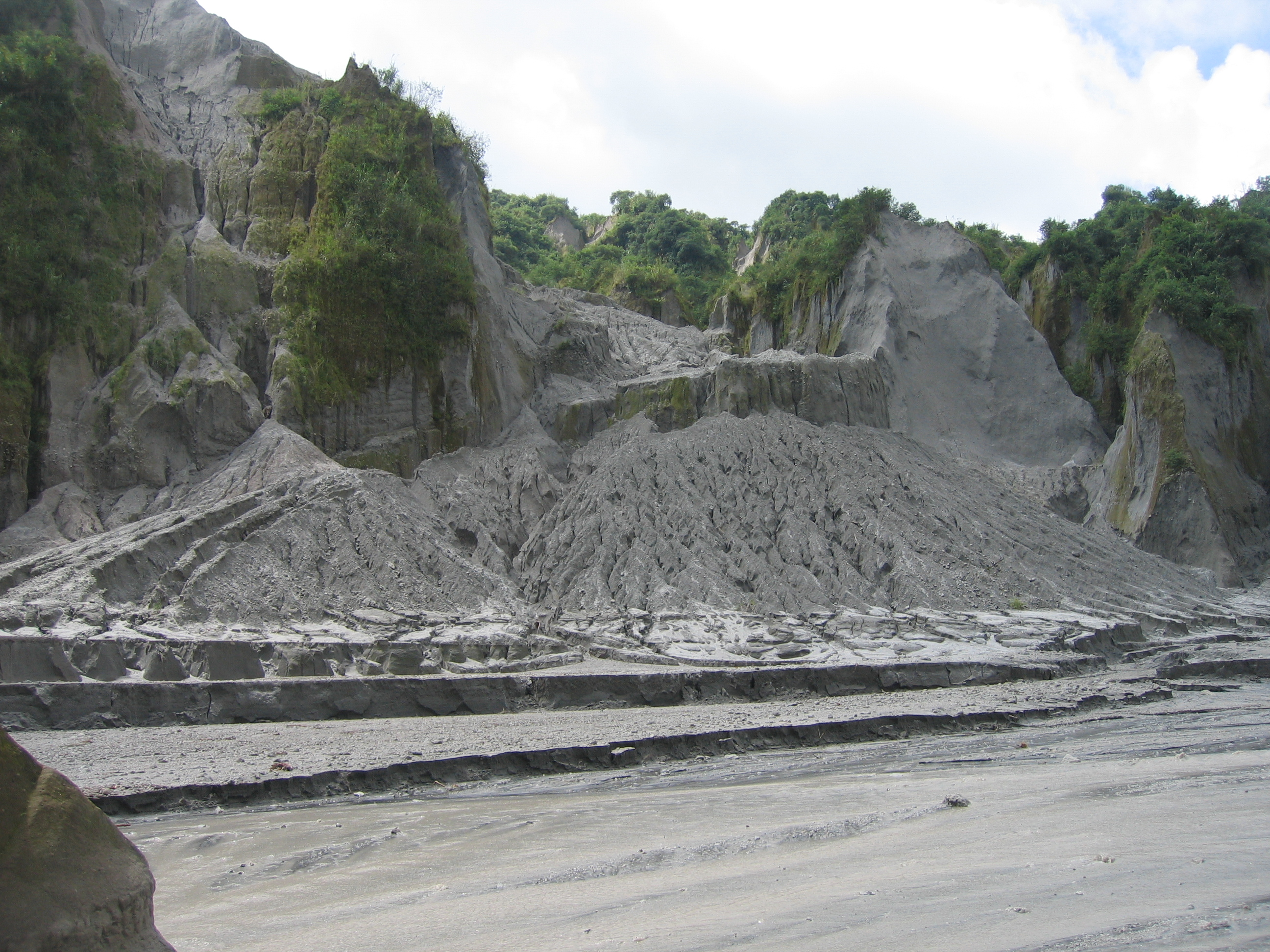
Mocné vrstvy pyroklastického sedimentu v kaňonu řeky.
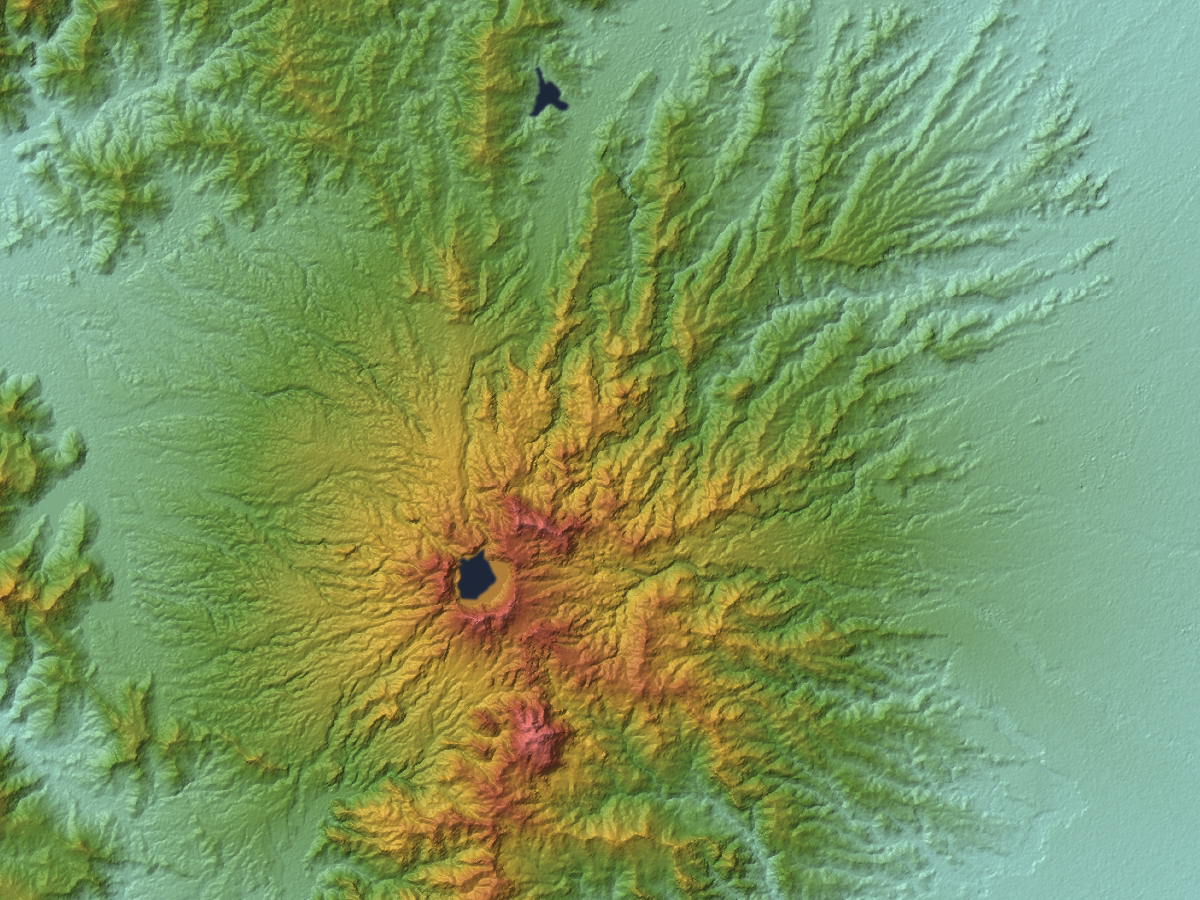
Topografická mapa.